# 栃木女性教師刺殺事件
栃木女性教師刺殺事件（とちぎじょせいきょうししさつじけん）とは、1998年（平成10年）1月28日に栃木県黒磯市（現那須塩原市）で発生した中学校内での生徒による教師刺殺事件。黒磯教師刺殺事件とも。
少年は女性教諭（当時26歳）に授業に遅刻したことを注意された際、カッとなって刺したという。
この事件で少年がナイフを校内に持ち込んでいたことが問題となり、各地で所持品検査の是非を問う論議が起こった。また、この事件および前年に発生した神戸連続児童殺傷事件の影響により、バタフライナイフなど鋭利な刃物類の販売が有害玩具として制約がかかるようになった。

## 事件の経緯
1998年（平成10年）1月28日午前、栃木県黒磯市内の中学校に登校した加害少年は、2時間目の国語の授業が終わると保健室に行った。朝から気分が悪かったためとしたが、養護教諭が体温を測定しても異常がなかったため、教室に戻るように促した。
3時間目は、彼が科目も担当の女性教諭も嫌いな英語の授業だった。教室に戻る途中にトイレに寄って友人と雑談していたため、およそ10分ほど遅れて教室に入り、教諭から注意された。その後ノートを開いたと思うと、芯を出さないままシャープペンシルで何か滅茶苦茶にノートに書き、ノートを破り捨てた。さらに席が近い友人の生徒に漫画の話をしていたため、教諭に再び注意を受けた。少年は教師を眼光鋭く睨み付けたが無視された。プライドを傷つけられたと解釈した少年は、授業が終わる寸前「ぶっ殺してやる!」と口走った。友人は「やめろ、殺すな」と制止した。
授業終了後、教諭は授業中に会話を交わした少年と友人を廊下に呼び出して注意を与えたが、少年との間で交わされた応酬は以下のようなものだったとされる。
教諭「先生、何か悪いこと言った？」
少年「言ってねえよ！」
教諭「言ってねえよという言い方はないでしょう？」
少年「うるせぇな！！」
こう言うと少年はバタフライナイフを右ポケットから取り出し、教諭の左首筋に当てた。これに対し教諭は「あなた、なにやってるのよ!」とひるむことなく発した。
直後、少年が「ざけんじゃねえ！」と叫ぶと少年は教諭の腹部にナイフを突き刺した。
「ギャーッ」と教諭の悲鳴が廊下に響いたが、さらに胸、背中と少なくとも7ヶ所を刺された。少年は最初に腹部を刺したところまでは覚えているが、後は夢中で覚えていないと供述している。なおも少年は倒れこんだ教諭の身体を内臓が破裂するほど蹴り続けたが、これに驚いた友人の通報で隣の教室から飛び出してきた別の教諭に取り押さえられ、通報で駆けつけた警察に補導された。
教諭は直ちに病院に搬送されたが、すでに心肺停止状態で、1時間後に出血多量による死亡が確認された。胸に刺された一突きが致命傷だったと思われる。凶器のバタフライナイフは、2,3週間前に黒磯市で買ったものだった。

## 対応
黒磯署は少年を補導した。県北児童相談所は少年を宇都宮家裁に送致し、少年法にもとづく処分が適用された。
遺族は1999年4月、1億3800万円の損害賠償を求めて少年の両親を提訴。原告側は、少年に責任能力は無く、賠償責任は両親が負うべきと主張した。被告側は、少年に不法行為の責任能力は無かったとは言えず、現場にいなかった両親に監督義務はないとして、請求棄却を求めた。2004年9月15日に宇都宮地裁は少年の責任能力を認め、少年の両親にも共同不法行為責任があると認定し、8200万円の賠償命令を下した。

## 犯人
両親と祖父、兄弟3人の6人家族。親と仲良く過ごしていたが、普段から感情を適切に制御できない性格が見られた。また、テニス部の活動が膝の故障によって満足に続けられなくなり、少年は以前より強いストレスを受けていた。
「テストが不安」という理由で事件前年の6月から7月にかけて欠席が続き、担任が5回家庭訪問して励ましていた。3学期には学校でたびたび嘔吐していた。夜は母親と寝ていたといい、専門家はこれを一時的な退行・赤ちゃん返りと指摘、不安定な精神状態にあったと見ている。